# Beleg van Stralsund (1711-1715)
Alhoewel het Beleg van Stralsund duurde van 1711 tot eind 1715 door een coalitie met het koninkrijk Denemarken, vond de werkelijke belegering plaats van 12 juli tot 24 december 1715.

## Achtergrond
Toen Karel XII van Zweden in 1697 koning werd, was Zweden de grootmacht in Noord-Europa. In dat zelfde jaar werd keurvorst Frederik August I van Saksen koning van Polen en had grote ambities. In 1700 viel hij Zweeds Lijfland binnen, het begin van de Grote Noordse Oorlog (1700-1721). Tot 1709 was Zweden aan de winnende hand. Na de zware nederlaag tegen het Tsaardom Rusland in de Slag bij Poltava vluchtte Karel XII naar het Ottomaanse Rijk. De omringende landen waren er als de kippen bij om een deel van het Zweedse Rijk in te palmen. Vanaf 1711 werd de belangrijkste havenstad van Zweeds-Pommeren, Stralsund omsingeld. Wat volgde is de discussie onder de coalitiepartners, wie wat zou krijgen. In 1714 slaagde Karel XII erin terug te keren uit zijn verbanningsoord en landde in Stralsund, klaar voor de tegenaanval.

## Beleg
De verdediging werd geleid door Karel XII persoonlijk. De stad was op dat moment in relatief goede staat. Pas op 2 november 1715 opende de vijand het artillerievuur en in december 1715 begon de stad uit elkaar te vallen. In de nacht van 12 december 1715 verliet Karel XII de stad en voer naar Skåne. Op 24 december werd Stralsund gedwongen zich over te geven.  

## Vervolg
Stralsund kwam in Deense handen, maar met het verdrag van Frederiksborg in 1720 werd de stad teruggeven aan Zweden.